# Yeolliji
Yeolliji (연리지?), noto anche con il titolo internazionale Now and Forever, è un film sudcoreano del 2006.

## Trama
Min-su, sfruttando il suo fisico e la sua disponibilità economica, fa strage di cuori; in realtà è interessato solo al lato sessuale della relazione e, dopo aver ottenuto ciò che desiderava, interrompe il rapporto. L'incontro con Hye-won, una giovane malata terminale costretta a passare buona parte della giornata in ospedale, cambia però le cose: per la prima volta, si innamora infatti veramente.

## Distribuzione
La pellicola ha goduto di una distribuzione a livello nazionale a partire dal 13 aprile 2006.